# Свідзинський Анатолій Вадимович
Свідзинський Анатолій Вадимович (нар. 1 березня 1929, м. Могилів-Подільський Вінницької обл. — пом. 23 січня 2019, Луцьк) — професор, доктор фізико-математичних наук, Заслужений діяч науки і техніки України.

## Біографія
Анатолій Свідзинський народився 1 березня 1929 р. в місті Могилів-Подільський на Вінниччині.
У 1930—1939 роках родина мешкала у Жмеринці, де батьки працювали на державних посадах: батько, Вадим Євтимійович (Юхимович), брат поета Володимира Свідзінського, — економістом районного планового відділу, мати, Клеопатра Георгіївна, — вчителькою фізики. У 1939 році переїхали до Києва в надії на лікування старшої доньки Валентини. Тут змушені були перебути німецьку окупацію України. Від 1945 року родина мешкала у Львові.
Закінчив з відзнакою Львівський державний університет ім. І. Франка, фізико-математичний факультет, 1952 р. Захистив кандидатську дисертацію 1956 р. (науковий керівник — академік М. М. Боголюбов), докторську дисертацію 1972 р.
Працював у Харківському політехнічному інституті у 1956—1960 рр., у Фізико-технічному інституті низьких температур АН УРСР у 1960—1975 рр., від 1975 до 1993 рр. — у Сімферопольському університеті.
Перший ректор Волинського державного університету імені Лесі Українки (1993–1995).
Завідувач кафедри теоретичної та математичної фізики Волинського державного університету (з 1993 р.).

## Наукова діяльність
Автор понад 100 публікацій в галузі теоретичної фізики, монографій та підручників, а також праць з культурології та націології. Дійсний член Наукового товариства ім. Т. Шевченка з 1998 р.

## Громадська діяльність
Мешкаючи у Сімферополі, брав активну участь у діяльності товариства "Экология и мир": науково обґрунтував шкідливість будівництва Кримської АЕС в сейсмічно небезпечній зоні, виступав з доповідями, брав участь у дискусіях у ЗМІ та під час зустрічей з громадськістю. 1987 року будівництво Кримської АЕС було припинене, а 1989 року прийнято рішення відмовитися від запуску станції.
Від 1990 року активний член Товариства української мови (згодом "Просвіта") в Сімферополі. Був висунутий на посаду голови обласної організації, від чого відмовився.
У 1993 році був обраний заступником голови проводу ОУН. Довгий час був членом проводу, а згодом сенату організації.

## Інша діяльність
- Автор низки сатиричних та гумористичних новел (видані збіркою «Роки й обличчя» в Луцьку). Публікується, зокрема, в газеті «День», журналах «Дзвін», «Сучасність».
- Головний редактор громадсько-політичного часопису «Розбудова держави» (2001—2005 рр.).

## Смерть
Анатолій Вадимович Свідзинський помер 23 січня 2019 року в місті Луцьку у віці 89 років. Похований у Львові на Сихівському цвинтарі, поряд з могилою мами.

## Вшанування пам'яті
Кафедра математичної та теоретичної фізики Волинського національного університету має ім’я Анатолія Свідзинського.
Наукове товариство ім. Т. Шевченка спільно з Інститутом фізики конденсованих систем НАН України та Інститутом теоретичної фізики ім. М.М. Боголюбова НАН України провели меморіальний семінар (Львів, 11 березня 2019 року).

## Основні нагороди
- Знак «Відмінник освіти України» (1998 р.).
- Орден Архистратига Михаїла за заслуги перед Українською Помісною Православною Церквою (1999 р.).
- Почесна грамота Верховної Ради України «За особливі заслуги перед українським народом» (2004 р.).
- Знак «Петро Могила» (2006 р.).
- Заслужений діяч науки і техніки України (Указ Президента України № 53/2010 від 20.01.2010 р.).

## Основні друковані праці

### Монографії і підручники з фізики
- Свидзинский А. В. Пространственно-неоднородные задачи теории сверхпроводимости. — М. : Наука, 1982. — 310 с.
- Свідзинський А. В. Лекції з термодинаміки. — Луцьк: РВВ «Вежа» ВДУ ім. Лесі Українки, 1999. — 84 с.
- Свідзинський А. В., Вілігурський О.М. Лекції з фізики надпровідності. — Луцьк: РВВ «Вежа» ВДУ ім. Лесі Українки, 2003. — 82 с.
- Свідзинський А. В. Вступ до спеціальної теорії відносності: підручник. — Луцьк: РВВ «Вежа» ВДУ ім. Лесі Українки, 2007. — 96 с.
- Свідзинський А. В. Математичні методи теоретичної фізики. У 2-х т. — Вид. 4-е, доповн. і переробл. — К. : Ін-т теорет. фізики ім. М. М. Боголюбова, 2009.
- Свідзинський А. В. Мікроскопічна теорія надпровідності: монографія. — Луцьк: ВНУ ім. Лесі Українки, 2011. — 422 с.

### Книги з культурології,синергетикиі націології
- Свідзинський А. В. Крим вчора і сьогодні. А завтра? // Крим — не тільки зона відпочинку / В. Буткевич, Б. Горинь, А. Свідзинський. — Львів: Поклик сумління, 1993. — 104 с.
- Свідзинський А. В. Це складне національне питання. — К. : Вид-во ім. Олени Теліги, 1994. — 70 с.
- Свідзинський А. В. Самоорганізація і культура. — К. : Вид-во ім. О. Теліги, 1999. — 288 с.
- Свідзинський А. В. Синергетична концепція культури. — Луцьк: Волин. обл. друк., 2009. — 696 с.
- Свідзинський А. В. Синергетична концепція культури. 2-е вид., випр. і доп. — Львів: Афіша, 2013. — 744 с.

### ПроВолодимира Свідзинського
- Свідзинський А. В. «Я виноград відновлення у ніч несу…»: Володимир Свідзинський — творець прекрасного. — К. : Вид-во ім. Олени Теліги, 2003. — 184 с.
- Свідзинський А. В. Читаючи поезії Володимира Свідзинського // Незаймані слова: Збірник статей про творчість Володимира Свідзинського. — Брустури : Дискурсус, 2018. — с. 7—56.

### Художні твори, мемуари
- Свідзинський А. В. Роки й обличчя: новели — Луцьк: Східноєвропейський нац. ун-т ім. Лесі Українки, 2015. — 380 с.
- Свідзинський А. В. Мої спогади про Миколу Миколайовича Боголюбова. — Л. : НТШ, 2009. — 40 с.
- Анатолій Свідзинський. Моє життя у науці. — Київ, 2019. — 152 с.